# Sender Skelton

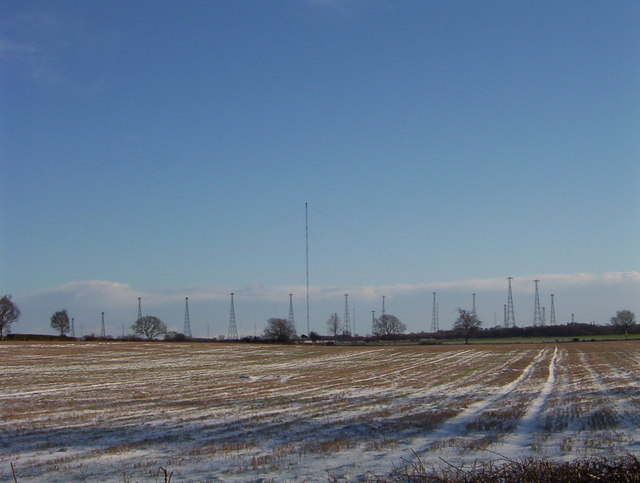
Sendeanlage im Januar 2004

Der Sender Skelton ist eine Sendeanlage für Kurz- und Längstwelle (LORAN-C) in England in der Nähe von Skelton, in der Grafschaft Cumbria, acht Kilometer nordwestlich von Penrith. Sie gehört der Babcock International Group und wurde für Relais-Betrieb genutzt. Die Kurzwellensender sind seit 2013 inaktiv.

## Kurzwellensender
Die Kurzwellensendeanlage besteht aus mehreren Vorhang- und Steilstrahlantennen, die an freistehenden Stahlfachwerktürmen bzw. Stahlfachwerkmasten befestigt sind. Sie nahm ihren Betrieb 1943 auf und wurde 1946 von der BBC für eine der größten und stärksten Kurzwellensendeanlagen erklärt. Die BBC betrieb die Sendeanlage bis 1997, da zu diesem Zeitpunkt ihre Sendeaktivitäten privatisiert und alle Sendeanlagen an Privatfirmen verkauft wurden.
Heute gehört die Sendeanlage dem britischen Rüstungskonzern Babcock International Group und ist eine Relaisstation einiger Auslandshörfunksender, darunter der BBC World Service (Großbritannien), KBS World Radio (Südkorea) und NHK World Radio (Japan); zuletzt nur noch für den BBC World Service und für den christlichen Sender IBRA Radio. Bis zum 31. Januar 2013 strahlte der BBC World Service von dieser Sendeanlage auch eine Versuchssendung im Modus Digital Radio Mondiale aus. Zum 1. Februar 2013 übernahm die Sendestation Wooferton diese Sendung.
Im Februar 2013 wurde bekanntgegeben, dass der Kurzwellensender in Skelton am 30. März 2013 seinen Betrieb einstellen wird, jedoch als Reserve erhalten bleibt. Die noch von dieser Sendeanlage ausgestrahlten Sendungen werden zur Sendeanlage in Woofferton verlagert. Grund für die Schließung sei unter anderem die enorm sinkende Nachfrage nach Kurzwellensendungen von dieser Sendestation. Die Sendeanlage für Längstwelle ist hiervon nicht betroffen.

## Längstwellensender
Der Längstwellensender verfügt über einen 365 Meter hohen gegen Erde isolierten abgespannten Stahlfachwerkmast und nahm seinem Betrieb im Jahr 2001 als Ersatz für die Sendeanlage in Rugby auf. Er dient vor allem der Britischen Armee zur Verbreitung von Längstwellensignalen für die Flugnavigation LORAN-C.